# Frédéric Bravard
Pour les articles homonymes, voir Bravard.
Frédéric Bravard, dit Fred,  était un pilote de rallye français.

## Palmarès
- Vainqueur de la deuxième édition du Rallye du Maroc, en 1934, sur une Essex-Terraplane Height convertible 2pl. six cylindres de série, partie de Rome, ayant traversé l'Espagne jusqu'à Gibraltar en trois jours, pour une arrivée finale à Casablanca après quatre étapes à travers le Maroc sans aucune pénalité (soit 6000 km de parcours au total)[1].